# Jan Kozik
Jan Kozik (ur. 27 października 1934 w Posadowej, zm. 23 listopada 1979) – polski historyk.
W latach 1954–1958 studiował historię na Uniwersytecie Jagiellońskim. Pod kierunkiem prof. Antoniego Podrazy przygotował rozprawę doktorską Ukraiński ruch narodowy w Galicji w latach 1830–1848. 20 października 1967 nadano mu tytuł doktora nauk humanistycznych. 1 października 1967 rozpoczął pracę
w nowo powstałym Międzynarodowym Studium Nauk Politycznych Akademii Górniczo-Hutniczej w Krakowie na stanowisku starszego asystenta. W 1968 powrócił do wykładów na UJ. Promocja habilitacyjna na podstawie pracy Między reakcją a rewolucją. Studia z dziejów ukraińskiego ruchu narodowego w Galicji w latach 1848–1849 odbyła się 25 czerwca 1976. W 1986 opublikowano angielskie tłumaczenie rozprawy doktorskiej i habilitacyjnej Jana Kozika The Ukrainian national movement in Galicia: 1815-1849, ed. and with introd. by Lawrence D. Orton, transl. from the Pol. by Andrew Gorski and Lawrence D. Orton, Edmonton: Canadian Institute of Ukrainian Studies – University of Alberta. Za swoją pracę naukową został odznaczony Złotym Krzyżem Zasługi. Powodem przedwczesnej śmierci była ciężka choroba serca. Pochowany został 25 listopada 1979 w Zawadzie koło Nowego Sącza.